# Costaricasparv
Ej att förväxla med costaricasnårsparv.
Costaricasparv (Arremon costaricensis) är en fågel i familjen amerikanska sparvar inom ordningen tättingar.

## Utbredning och systematik
Den återfinns i höglänta områden i sydvästra Costa Rica till västra Costa Rica och västra Panama (Chiriquí). Tidigare betraktades den som en underart till A. torquatus. 

## Status
Costaricasparven har ett begränsat utbredningsområde. Beståndet uppskattas till mellan 20 000 och 50 000 vuxna individer. Populationsutvecklingen är okänd. IUCN kategoriserar den som livskraftig.